# Fort Marlborough
Le fort Marlborough (en indonésien Benteng Marlborough, ou  Benteng Malabero) est un fort construit par les Britanniques à Bengkulu, dans l'île indonésienne de Sumatra. Il a été construit entre 1713 et 1719 par la Compagnie britannique des Indes orientales sous les ordres de gouverneur Joseph Collett (en) comme fort défensif. C'était l'un des plus puissants forts britanniques en Asie, avec le fort St. George de Madras en Inde.

## Construction

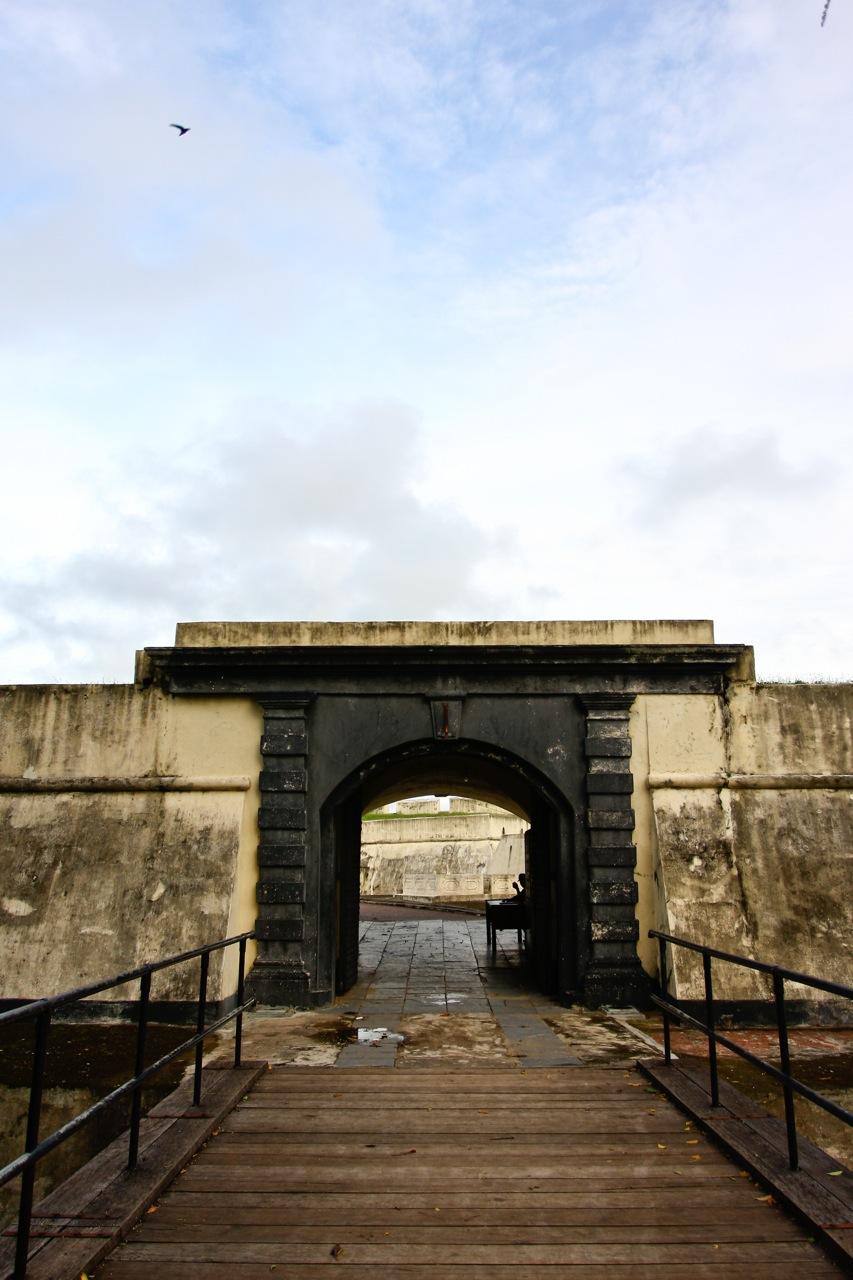
Entrée sud-ouest du fort Marlborough.

Le fort est construit en briques de 50 à 180 cm d'épaisseur. Les tremblements de terre de 2000, de 7,3 sur l'échelle de Richter, et le tsunami de 2007 n'ont pas détérioré cette construction.
Le fort a une forme rectangulaire, avec un bastion en forme de flèche à chaque angle. L'entrée du fort se situe au sud-ouest, protégée par un ravelin. Une douve sèche entoure le fort. Un pont en bois enjambe le fossé qui sépare le bâtiement principal du premier bâtiment. Sur la face sud-ouest il y a une arche d'entrée avec une porte en bois. Le fort comprend 2,7 hectares, au milieu d'un site de 4,4 hectares.

## Histoire

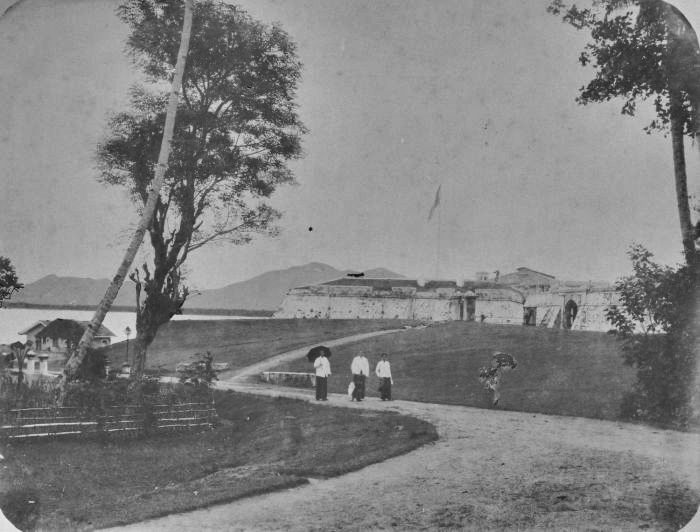
Femmes européennes habillées à l'indonésienne devant le fort de Marlborough (au début du XXe siècle)

L'East India Company construisit le fort entre 1713 et 1719. Le fort Malborough était un nouveau fort qui devait en remplacer un ancien situé non loin.
Le fort est bâti sur une colline artificielle, et sa construction prend plusieurs années. Pendant la construction les officiers et la garnison militaire étaient partagés entre le nouveau et l'ancien fort.
En avril 1715, le gouverneur Collett fait le plan du fort Marlborough, protégé par des remparts en terre et des fossés. Les travaux avancent ensuite lentement.
En 1760, durant la guerre de Sept Ans, un escadron français commandé par le comte d'Estaing prend le fort et l'utilise pour attaquer les autres implantations anglaises sur la côte occidentale de Sumatra, Natal et Tapian Nauli. Avant de retourner aux Mascareignes, d'Estaing rend le fort aux Anglais contre une rançon.
« Une troupe locale parvient une fois à prendre d'assaut le fort, forçant ses occupants à se replier sur Madras. Ils le rendent en 1724 après qu'un accord soit obtenu. » En 1793, une autre attaque de la forteresse tue un officier britannique, Robert Hamilton. Le fort est à nouveau attaqué en 1807. Un résident, Thomas Parr, est tué. Un monument à Bengkulu commémore ces deux morts.
Les Britanniques transfèrent Bengkulu aux Néerlandais à la suite du traité de Londres de 1824, qui définit les sphères d'influence de ces deux nations.
Le fort Marlborough est utilisé par le gouvernement colonial des Indes néerlandaises de 1825 à 1942. En 1837, le fort compte environ 60 soldats hollandais. Les Japonais occupent le fort durant leur occupation des Indes néerlandaises (1942-1945). Ensuite, durant la révolution nationale indonésienne, le fort abrite le quartier général de la police nationale indonésienne jusqu'à ce qu'il soit repris par les Hollandais. Quand ces derniers quittent l'Indonésie en 1950, l'armée indonésienne occupe le fort. En 1977, il est acquis par le Ministère de l'Éducation et de la Culture indonésien pour être restauré et devenir un site patrimonial.